# Jianli
Jianli, tidigare romaniserat Kienli, är ett härad som lyder under Jingzhous stad på prefekturnivå i Hubei-provinsen i centrala Kina.
Under första hälften av 1900-talet hade Svenska Missionskyrkan en missionsstation i Jianli som var en del av Svenska missionsförbundets kinamission.
Den 1 juni 2015 inträffade Eastern Star-katastrofen i Yangtzefloden utanför Jianli.